# Coit Tower
De Coit Tower is een uitkijktoren op Telegraph Hill in San Francisco. De toren is 64 meter hoog en werd gebouwd in 1934. De art-deco-toren, gemaakt van gewapend beton, is ontworpen door de architecten Arthur Brown Jr en Henry Howard.
De rijke Lillie Hitchcock Coit vereerde de dappere brandweermannen van San Francisco. Bij haar dood in 1929 liet ze de stad 100.000 dollar na voor de verfraaiing van de stad. De donatie werd uiteindelijk in 1934 gebruikt voor de bouw van de 64 meter hoge Coit Tower ter ere van de vrijwillige brandweer. De legende dat de Coit Tower werd gebouwd ter ere van de brandweerlieden is slechts gedeeltelijk waar. Daarnaast diende de toren ook als sieraad van de stad en als uitkijktoren van waaruit men van een panorama van San Francisco kon genieten. Volgens de volksverhalen komt de vorm van de toren opzettelijk overeen met die van het einde van een brandslang. Dit was echter nooit de bedoeling van de architecten.

## Galerij

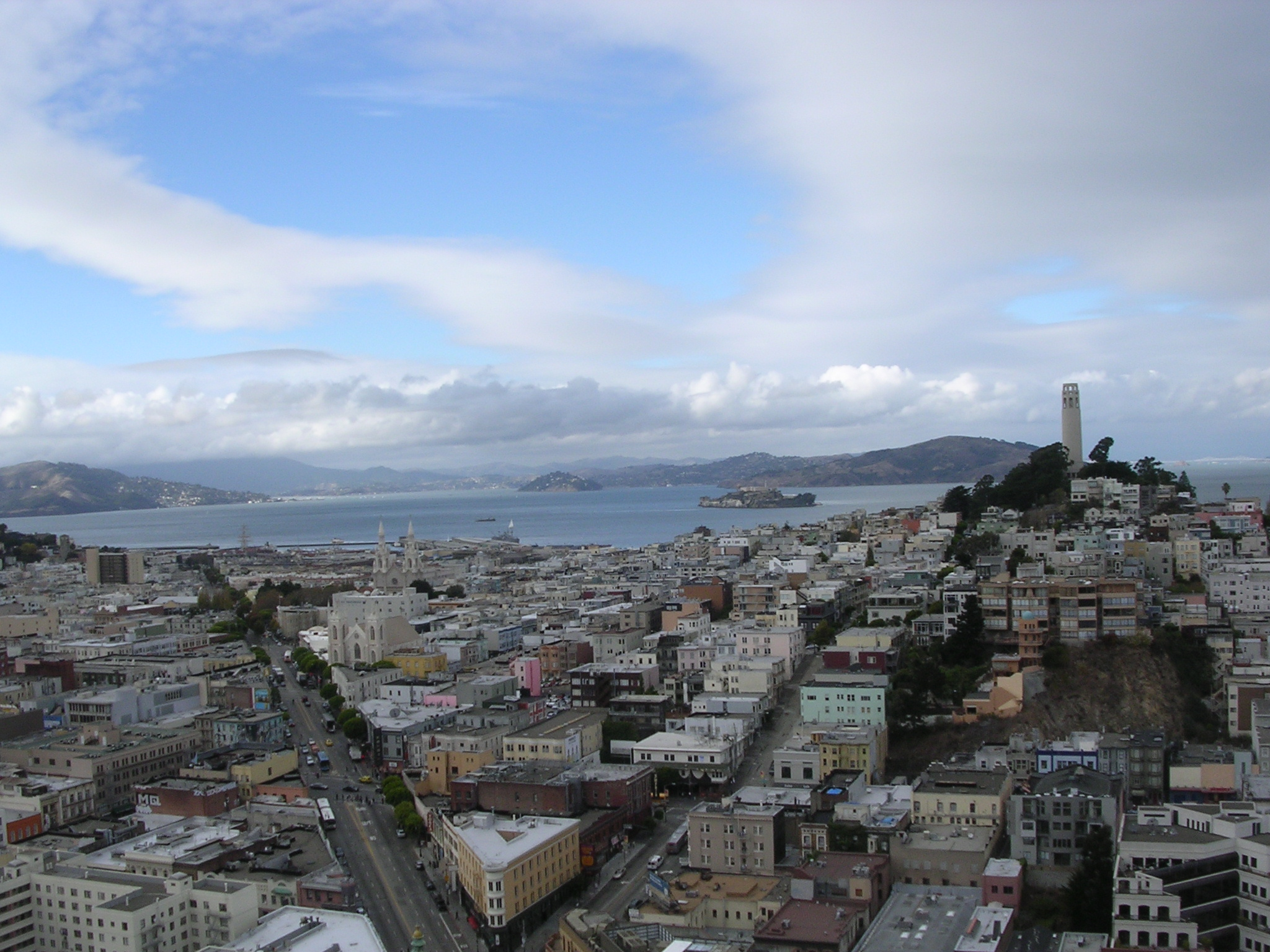
Coit Tower vanuit de Transamerica Pyramid
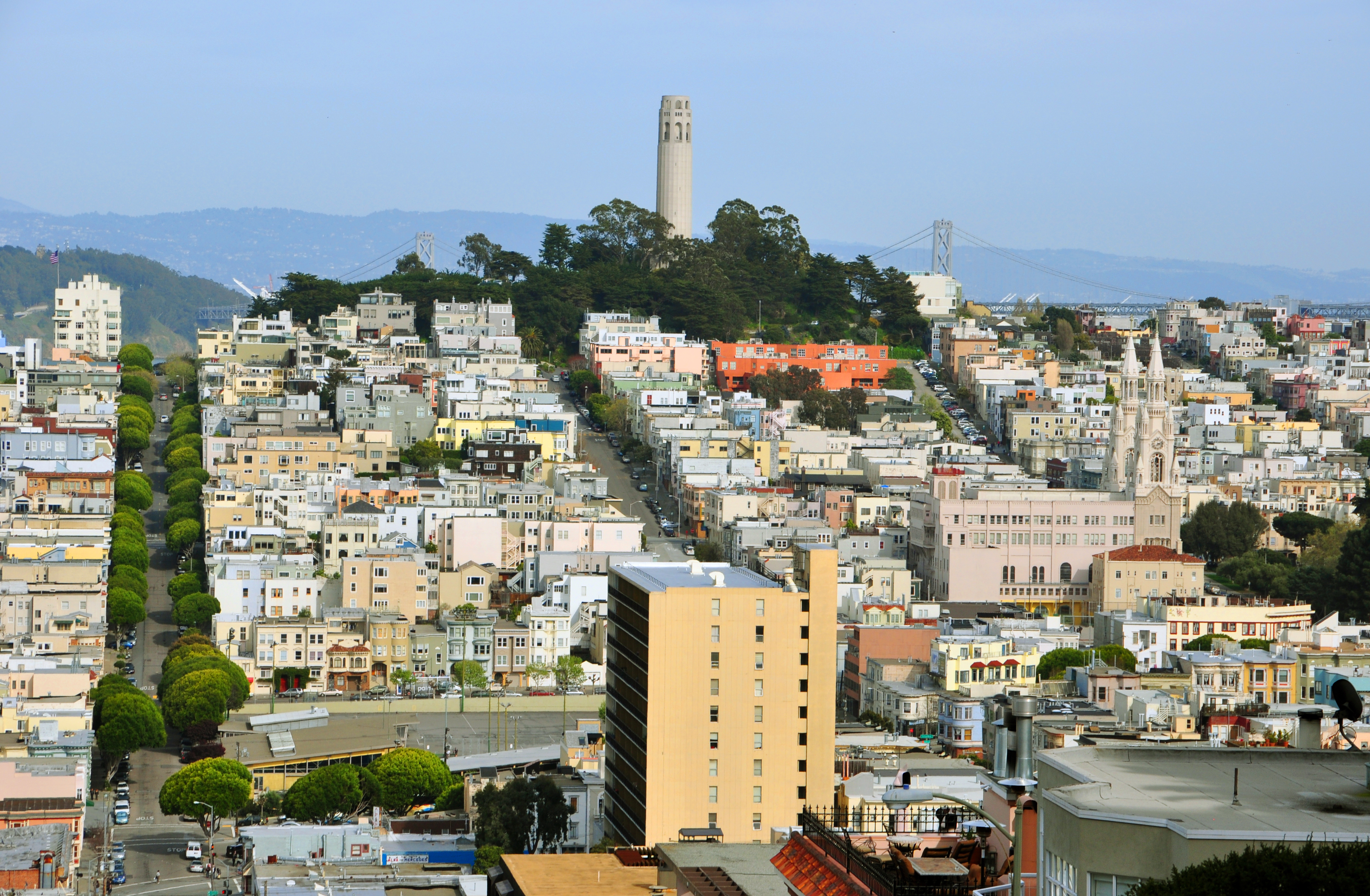
Coit Tower vanaf Lombard Street
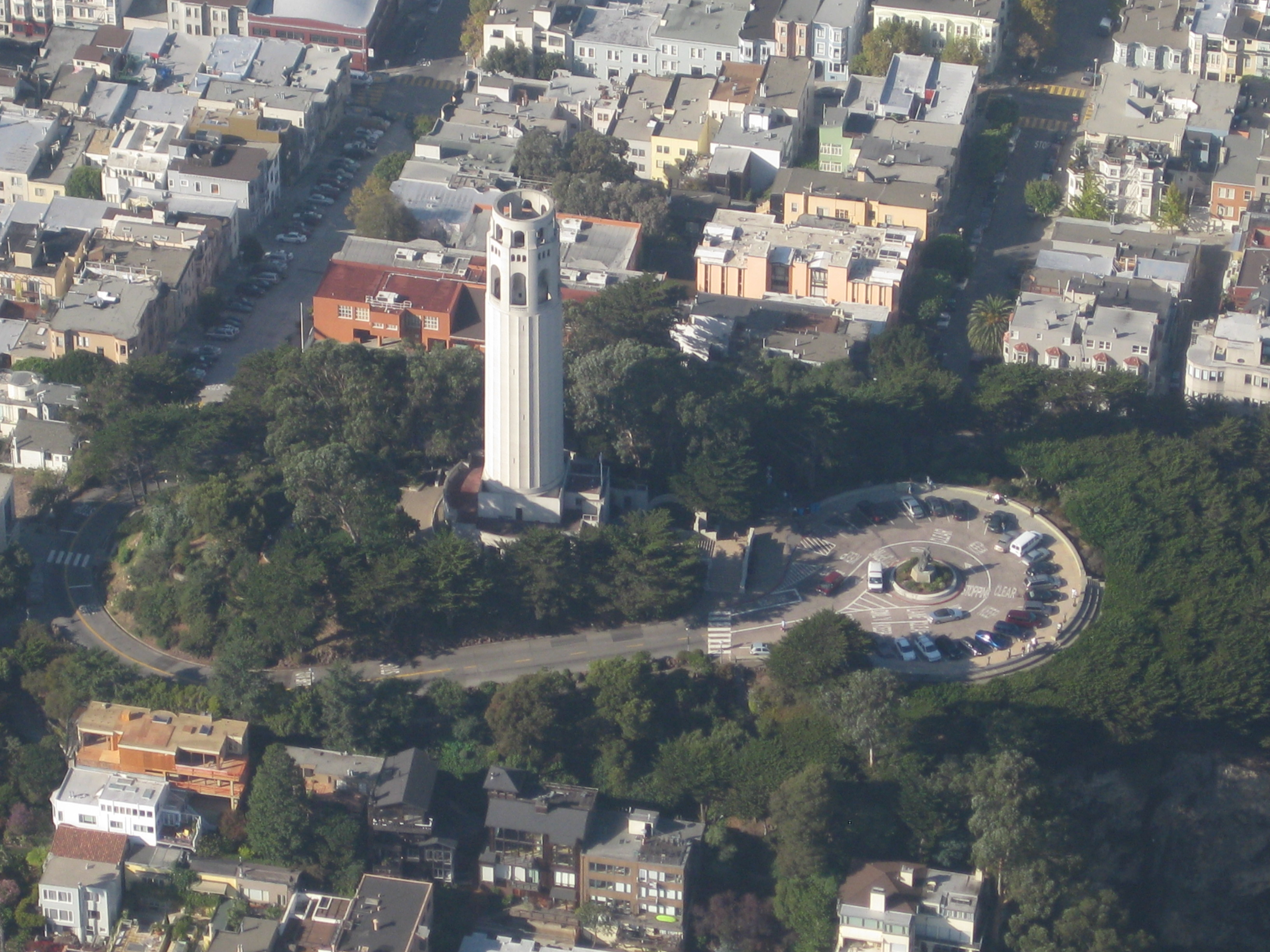
Coit Tower vanuit de lucht